# 櫛引政敏
櫛引 政敏（くしびき まさとし、1993年1月29日 - ）は、青森県青森市出身のプロサッカー選手。ポジションはゴールキーパー（GK）。

## 来歴

### プロ入り前
小学1年生の時に1歳上の兄とともに地元の千刈FCにてサッカーを始め、小学5年時にフットサルでGKを経験したことをきっかけに翌年からGKでのプレーを始めることとなった。青森山田中学時代、全国中学校サッカー大会において、2年生の時に3位、3年生の時に準優勝という戦績を残した。2010年、柴崎岳らと共に第88回全国高等学校サッカー選手権大会で準決勝関西大学第一とのPK戦にまでもつれ込んだ試合において3人のキッカーのシュートをブロックするなど、チームの決勝進出に貢献し、その名を知られるようになる。決勝では敗れたものの、大会優秀選手に選出された。また、2011年、第89回全国高等学校サッカー選手権大会においても、大会優秀選手に選出された。大会後には複数のチームから獲得オファーが届いたが、最終的に2010年6月10日に清水エスパルス加入内定が発表された。

### 清水エスパルス
2011年、2012年と、入団当初の2年間は清水の厚いGK層により出場機会に恵まれなかった。
2013年、前年レギュラー争いをしていた山本海人(→ヴィッセル神戸)と碓井健平(→ジェフユナイテッド市原・千葉)の2人が同時に移籍したため、林彰洋に次ぐ2番手GKへ昇格しリーグ戦でベンチ入りするようになる。3月20日のナビスコカップ・ヴァンフォーレ甲府戦で公式戦初出場すると、その後はリーグ戦でも起用されるようになり、開幕戦からレギュラーとして出場していた林から定位置を奪った。その後、林はGK陣に負傷者が続出したサガン鳥栖へシーズン途中で移籍。この年は20試合に出場した。
2014年は背番号を1番に変更。正GKとして自己最多のリーグ戦29試合に出場した。
2015年は開幕戦こそスタメン出場するものの、川崎フロンターレから加入した杉山力裕にスタメンの座を奪われリーグ戦の出場は10試合にとどまった。

### 鹿島アントラーズ
2016年、鹿島アントラーズへ期限付き移籍することが発表された 。しかし、曽ヶ端準の前にリーグ戦の出場はなく、カップ戦3試合の出場に留まった。

### ファジアーノ岡山
2017年1月5日、鹿島への期限付き移籍満了と、ファジアーノ岡山FCへの期限付き移籍が発表された。しかし同じく新加入の一森純との正守護神争いに敗れ、リーグ戦6試合の出場にとどまり、シーズン終了後に期限付き移籍満了が発表された。また12月9日には清水からも契約満了の発表があった。

### モンテディオ山形
2017年12月29日、モンテディオ山形に完全移籍することが発表された。
同年序盤こそは児玉剛にポジションを譲るも、その後ポジションを奪取し、翌年の2019年にはその児玉がFC東京へ移籍したため、1年通してレギュラーを務めた。
2020年も引き続き正GKを守るも、J2リーグ第21節の古巣・岡山戦にて負傷し、チームを離脱。検査の結果、左膝前十字靭帯断裂で全治6ヶ月と診断。その後、10月になって藤嶋栄介を緊急補強したため登録を抹消された。翌2021年はビクトル・イバニェスが加入。藤嶋とビクトルのポジション争いに割り入ることが出来ず、同年の公式戦の出場は無かった。

### ザスパクサツ群馬 / ザスパ群馬
2021年12月29日、ザスパクサツ群馬へ完全移籍することが発表された。
2024シーズンは、キャプテンである城和隼颯が夏にモンテディオ山形へ移籍したため、シーズン途中からキャプテンに就任した。2024年11月15日、契約満了を発表。

### レイラック滋賀FC
2025年1月18日にレイラック滋賀FCへの加入を発表。

## 代表経歴
2016年7月1日、リオデジャネイロオリンピックの18人のメンバーに背番号1の正GKとして 選出され、初戦のU-23ナイジェリア代表戦に出場したが5失点を喫して敗戦。残り2試合はGK中村航輔に先発を譲って欠場し、チームはグループリーグ敗退となった。オリンピック本大会中に先発GKが替えられたのは日本代表史上初の事例だった。10月13日、日本代表候補GKトレーニング合宿のメンバーに招集された。

## プレースタイル
反応の鋭さやセービングに定評のあるGK。また、1対1の対応に強くファインセーブもあり、ハイボール処理やキック精度も高い。。

## エピソード
2016年12月11日に行われた高円宮杯プレミアリーグのFC東京U-18戦で母校の青森山田高校がスパイク盗難被害にあい、柴崎岳とともにチャンピオンシップまでにスパイクを寄付して優勝をアシストした。

## 所属クラブ
- 千刈FC
- 2005年 - 2007年 青森山田中学校
- 2008年 - 2010年 青森山田高等学校
- 2011年 - 2017年 清水エスパルス
  - 2015年 Jリーグ・アンダー22選抜
  - 2016年 鹿島アントラーズ（期限付き移籍）
  - 2017年 ファジアーノ岡山FC (期限付き移籍)
- 2018年 - 2021年 モンテディオ山形
- 2022年 - 2024年 ザスパクサツ群馬 / ザスパ群馬
- 2025年 - レイラック滋賀FC

## 個人成績
| 国内大会個人成績 | 国内大会個人成績 | 国内大会個人成績 | 国内大会個人成績 | 国内大会個人成績 | 国内大会個人成績 | 国内大会個人成績 | 国内大会個人成績 | 国内大会個人成績 | 国内大会個人成績 | 国内大会個人成績 | 国内大会個人成績 |
| 年度             | クラブ           | 背番号           | リーグ           | リーグ戦         | リーグ戦         | リーグ杯         | リーグ杯         | オープン杯       | オープン杯       | 期間通算         | 期間通算         |
| 年度             | クラブ           | 背番号           | リーグ           | 出場             | 得点             | 出場             | 得点             | 出場             | 得点             | 出場             | 得点             |
| 日本             | 日本             | 日本             | 日本             | リーグ戦         | リーグ戦         | リーグ杯         | リーグ杯         | 天皇杯           | 天皇杯           | 期間通算         | 期間通算         |
| ---------------- | ---------------- | ---------------- | ---------------- | ---------------- | ---------------- | ---------------- | ---------------- | ---------------- | ---------------- | ---------------- | ---------------- |
| 2011             | 清水             | 31               | J1               | 0                | 0                | 0                | 0                | 0                | 0                | 0                | 0                |
| 2012             | 清水             | 29               | J1               | 0                | 0                | 0                | 0                | 0                | 0                | 0                | 0                |
| 2013             | 清水             | 21               | J1               | 20               | 0                | 5                | 0                | 2                | 0                | 27               | 0                |
| 2014             | 清水             | 1                | J1               | 29               | 0                | 5                | 0                | 4                | 0                | 38               | 0                |
| 2015             | 清水             | 1                | J1               | 10               | 0                | 2                | 0                | 1                | 0                | 13               | 0                |
| 2016             | 鹿島             | 1                | J1               | 0                | 0                | 3                | 0                | 0                | 0                | 3                | 0                |
| 2017             | 岡山             | 13               | J2               | 6                | 0                | -                | -                | 2                | 0                | 8                | 0                |
| 2018             | 山形             | 21               | J2               | 24               | 0                | -                | -                | 0                | 0                | 24               | 0                |
| 2019             | 山形             | 21               | J2               | 42               | 0                | -                | -                | 0                | 0                | 42               | 0                |
| 2020             | 山形             | 21               | J2               | 19               | 0                | -                | -                | -                | -                | 19               | 0                |
| 2021             | 山形             | 21               | J2               | 0                | 0                | -                | -                | 1                | 0                | 1                | 0                |
| 2022             | 群馬             | 21               | J2               | 38               | 0                | -                | -                | 1                | 0                | 39               | 0                |
| 2023             | 群馬             | 21               | J2               | 42               | 0                | -                | -                | 0                | 0                | 42               | 0                |
| 2024             | 群馬             | 21               | J2               | 33               | 0                | 0                | 0                | 0                | 0                | 33               | 0                |
| 2025             | 滋賀             | 21               | JFL              |                  |                  | -                | -                |                  |                  |                  |                  |
| 通算             | 日本             | 日本             | J1               | 59               | 0                | 15               | 0                | 7                | 0                | 81               | 0                |
| 通算             | 日本             | 日本             | J2               | 204              | 0                | 0                | 0                | 4                | 0                | 208              | 0                |
| 通算             | 日本             | 日本             | JFL              |                  |                  | -                | -                |                  |                  |                  |                  |
| 総通算           | 総通算           | 総通算           | 総通算           | 263              | 0                | 15               | 0                | 11               | 0                | 289              | 0                |

その他の公式戦
| 2015   | J-22   | -      | J3     | 5 | 0 | 5 | 0 |
| 通算   | 日本   | 日本   | J3     | 5 | 0 | 5 | 0 |
| 総通算 | 総通算 | 総通算 | 総通算 | 5 | 0 | 5 | 0 |

| 国際大会個人成績 | 国際大会個人成績 | 国際大会個人成績 | 国際大会個人成績 | 国際大会個人成績 | FIFA      | FIFA      |
| 年度             | クラブ           | 背番号           | 出場             | 得点             | 出場      | 得点      |
| AFC              | AFC              | AFC              | ACL              | ACL              | クラブW杯 | クラブW杯 |
| ---------------- | ---------------- | ---------------- | ---------------- | ---------------- | --------- | --------- |
| 2016             | 鹿島             | 1                | -                | -                | 0         | 0         |
| 通算             | AFC              | AFC              | -                | -                | 0         | 0         |

## タイトル

### クラブ
鹿島アントラーズ
- J1リーグ：1回 (2016年)
- 天皇杯全日本サッカー選手権大会：1回（2016年）

### 代表
U-23日本代表
- AFC U-23選手権（2016年）

### 個人
- J2リーグ フェアプレー個人賞（2023年）

## 代表歴
- U-18日本代表（2011年）
- U-19日本代表
  - 2012年 AFC U-19選手権
- U-21日本代表
  - 2014年 AFC U-22アジアカップ
- U-22日本代表
  - 2015年 AFC U-23選手権2016 (予選)（2015年）
- U-23日本代表
  - 2016年 AFC U-23選手権 (優勝) (5試合出場)
  - 2016年 トゥーロン国際大会
  - 2016年 キリンチャレンジカップ
  - 2016年 リオデジャネイロオリンピック